# Гунемба, Рэймонд
Рэймонд Гунемба (англ. Raymond Gunemba; 4 июня 1986, Лаэ) — папуанский футболист, нападающий сборной Папуа — Новой Гвинеи. Лучший бомбардир Кубка наций ОФК 2016.

## Биография

### Клубная карьера
Начинал карьеру в командах чемпионата Папуа — Новой Гвинеи. В 2011—2014 годах выступал за клуб «Хекари Юнайтед», с которым трижды стал чемпионом страны. В 2015 году подписал контракт с другим местным клубом «Лаэ Сити Дуэллерс», где отыграл один сезон. В 2016 году перешёл в клуб чемпионата Новой Зеландии «Гамильтон Уондерерс», в составе которого провёл 13 матчей и забил 5 голов. В 2017 на правах аренды вернулся в «Тоти Сити Дуэллерс».

### Карьера в сборной
Дебютировал за сборную Папуа — Новой Гвинеи в начале июня 2012 года, сыграв в трёх матчах второго отборочного раунда чемпионата мира 2014. В течение следующих трёх лет провёл за сборную лишь один товарищеский матч, однако с 2016 года стал регулярно приглашаться в национальную команду. В том же году был включён в заявку сборной на Кубок наций ОФК 2016. На турнире сборная выступила весьма успешно, заняв первое место в группе, и впервые в истории вышла в финал, где в серии пенальти уступила Новой Зеландии. Сам игрок принял участие во всех пяти матчах и стал лучшим бомбардиром турнира, забив 5 голов.

## Достижения

### Клубные
- «Хекари Юнайтед»
- Чемпион Папуа — Новой Гвинеи (3): 2011/2012, 2013, 2014
- «Тоти Сити Дуэллерс»
- Чемпион Папуа — Новой Гвинеи (1): 2017

Сборная Папуа — Новой Гвинеи
- Финалист Кубка наций ОФК: 2016

### Личные
- Лучший бомбардир Кубка наций ОФК: 2016 (5 голов)